# Northwest Harwinton
Northwest Harwinton é uma Região censo-designada localizada no estado americano de Connecticut, no Condado de Litchfield.

## Demografia
Segundo o censo americano de 2000, a sua população era de 3242 habitantes.

## Geografia
De acordo com o United States Census Bureau tem uma área de
22,8 km², dos quais 22,5 km² cobertos por terra e 0,3 km² cobertos por água.

## Localidades na vizinhança
O diagrama seguinte representa as localidades num raio de 16 km ao redor de Northwest Harwinton.